# José Gonçalves Guimarães Serôdio
José Gonçalves Guimarães Serôdio CvA • GCNSC (Sabrosa, Sabrosa, 19 de Novembro de 1855 - Lisboa, 21 de Outubro de 1937), 1.º Conde de Sabrosa, foi um militar, jornalista e político português.

## Biografia
Filho secundogénito de João Gonçalves Guimarães (Sabrosa, Paços, Fermentões, 3 de Dezembro de 1815 - Sabrosa, Paços, Fermentões, 15 de Abril de 1903) e de sua mulher (Sabrosa, Paços) Benedita Gonçalves Serôdio (Sabrosa, Paços, Fermentões, 1821 - Sabrosa, Paços, 1909) e neto materno de Francisco Gonçalves Serôdio e de sua mulher Joana Eufrásia Rebelo.
Assentou Praça no Regimento de Artilharia N.º 1 a 29 de Julho de 1879, passando a frequentar na Universidade de Coimbra o Curso Preparatório de Artilharia, que concluiu na Escola do Exército. Alferes-Aluno a 3 de Setembro de 1879, foi promovido a Segundo-Tenente a 4 de Janeiro de 1882, a Primeiro-Tenente a 4 de Janeiro de 1882 e a Capitão a 5 de Junho de 1889. Prestou serviço em várias Unidades e Comissões. Esteve filiado no Partido Regenerador e colaborou no seu jornal, "A Tarde", foi eleito Deputado pelo Círculo Eleitoral de Lamego para a Legislatura de 1894, com juramento a 17 de Outubro, nunca intervindo no Parlamento, tendo feito parte da Comissão da Guerra, e foi Governador Civil Substituto do Distrito de Lisboa em 1901 e efectivo de 20 de Março a 17 de Maio de 1906. Por ter desistido da ascensão aos postos superiores, passou à reserva como Tenente-Coronel a 27 de Março de 1907.
Era Grã-Cruz da Real Ordem Militar de Nossa Senhora da Conceição de Vila Viçosa, Excelentíssimo Senhor Grã-Cruz da Real Ordem de Isabel a Católica de Espanha e Cavaleiro da Real Ordem Militar de São Bento de Avis.
O título de 1.º Conde de Sabrosa foi-lhe concedido por Decreto de D. Carlos I de Portugal de 15 de Novembro de 1900. Foram-lhe concedidas Armas de Guimarães; timbre: Guimarães; coroa de Conde; suportes: dois grifos de ouro, por Carta de D. Carlos I de Portugal de 18 de Julho de 1901.
Depois da Implantação da República Portuguesa, o Ministro da Guerra do Governo Provisório dirigiu-lhe um expressivo louvor por ter cedido o seu Palácio, sito na Rotunda do Marquês de Pombal e mais tarde desaparecido, para Hospital de Sangue durante a Revolução de 5 de Outubro de 1910. A 25 deste mês e ano teve baixa dos Quadros do Exército a seu pedido.

## Casamento e descendência
Casou com Florence Davidson (? - 8 de Janeiro/Março de 1927), filha de Frederick Davidson e de sua mulher Mary Anne Cleiffe, todos de nacionalidade Britânica, da qual teve quatro filhos e filhas.